# Массіно-Вісконті
Массіно-Вісконті (італ. Massino Visconti, п'єм. Massin) — муніципалітет в Італії, у регіоні П'ємонт,  провінція Новара.
Массіно-Вісконті розташоване на відстані близько 540 км на північний захід від Рима, 110 км на північний схід від Турина, 45 км на північ від Новари.
Населення — 1083 особи (2014).
Щорічний фестиваль відбувається 2 лютого. Покровитель — Purificazione di Maria Vergine.

## Демографія
Населення за роками:

Станом на 1 січня 2023 року в муніципалітеті офіційно проживало 100 іноземців з 29 країн, серед них 24 громадяни країн Євросоюзу та 23 громадяни України.

## Сусідні муніципалітети
- Армено
- Бровелло-Карпуньно
- Леза
- Неббьюно